# Mainbernheim
Mainbernheim település Németországban, azon belül Bajorországban. Lakosainak száma 2334 fő (2023. december 31.).

## Népesség
A település népessége az elmúlt években az alábbi módon változott:
| Lakosok száma | 1381 | 2055 | 1863 | 2190 | 2230 | 2223 | 2157 | 2165 | 2280 | 2334 |
|               | 1875 | 1950 | 1975 | 1987 | 2012 | 2014 | 2016 | 2017 | 2021 | 2023 |